# 제니 애거터
제니 애거터(영어: Jenny Agutter, OBE, 1952년 12월 20일 ~ )는 잉글랜드의 배우이다.

## 출연 작품
- 2018 《행복의 단추를 채우는 완벽한 방법》 - 마가렛 역

## 서훈
- 2012년 대영 제국 훈장 4등급(OBE) 수훈[1]